# 대성초등학교 (경기)
대성초등학교는 대한민국 경기도 가평군에 있는 공립 초등학교이다.

## 학교 연혁
- 1942년 4월 15일 대성학술강습소 인가 및 설립
- 1946년 4월 13일 청평국민학교 대성분교장으로 설치
- 1958년 4월 29일 대성국민학교로 승격 개교
- 1996년 3월 1일 대성초등학교로 개명
- 2023년 3월 1일 제21대 이은영 교장선생님 취임

## 참고 자료
- 대성초등학교 - 한국교육학술정보원 학교알리미